# つと豆腐
つと豆腐（つとどうふ）は、福島県、茨城県の郷土料理。豆腐を納豆と同様に藁苞（わらづと）で包み、塩ゆでしたもの。群馬県高崎市の宮元町、高砂町では雑煮に入れて食される。
岐阜県、鳥取県の郷土料理であるこも豆腐についても、本項で述べる。また、茨城県でもこも豆腐とも呼ばれることもある。

## 概要
豆腐はタンパク質を摂取できる大切な食材であったが、日持ちしないことが難点だった。そこで持ち寄った藁に豆腐をつめて大鍋で塩ゆでしてつくるようになったのが発祥だと言われている。
加熱されることで、豆腐は硬くなり、鬆（ス）が入った状態になる。そのスに煮汁を含ませることで味を良くする。また、豆腐の表面には藁の模様がつくが、この模様も調味料がからむことになり、味をよくするのに一役かっている。

## 福島県
つと豆腐は、福島県会津地方の郷土料理。豆腐を藁やすだれで巻いて茹でたもの。藁やすだれの跡が鳴門巻きのような外観となる。
会津地方では祝事、仏事に各家庭で作られ、こつゆと呼ばれる具沢山の汁物にも用いられる。
また、苞とうふ（つととうふ）と呼ばれる豆腐に甘酒をすり混ぜて棒状にして、藁や竹簀で巻いて蒸し、小口切りにした豆腐料理もある。

## 茨城県
茨城県中央地域では、冠婚葬祭の際の料理としても親しまれてきたが、藁苞の入手が困難になった近年では家庭でつくる機会は減ってきている。
茨城県のものは、あまりスは入れず、表面に砂糖や醤油などの調味料をからませる。

## 群馬県

### つと豆腐 (群馬県)
つと豆腐は、群馬県高崎市の宮元町、高砂町で雑煮用の食材として用いられる。
江戸時代に会津藩から高崎城へ献上されたものが市中に伝わったものとされる。江戸時代末期までには庶民の食材として普及していたようで、明治になって埼玉から移住して開業した豆腐屋が高崎では正月の定番食材としてつと豆腐があることを知って、さっそく作って売ったというような逸話もある。
斜めに輪切りにすると小判の形に似るため小判豆腐とも呼ばれている。
雑煮の具として以外にも、わさび醤油で酒の肴としても食されている。

### しめ豆腐 (群馬県)
しめ豆腐（しめどうふ）は群馬県白沢村（現・沼田市）周辺の郷土料理。
巻き簾で豆腐を巻いて茹で、醤油や砂糖で味付けをしたもの。沢庵漬けのように一口サイズにスライスして食される。かまぼこのような食感が特徴。

## 岐阜県
こも豆腐は岐阜県の郷土料理。藁で編んだ菰（こも）で豆腐を包み茹でたもの。
スが入った（気泡の入った）内面と、豆腐の表面にしみ込んだ藁の模様と香りが特徴。
家庭で豆腐を作った際の余剰を集めて、こもで巻いて作ったことが始まりとされる。飛騨地域では、盆や正月といった人が集まって食事をする際に振る舞われることが多い。
正月には、おせち料理や雑煮にも使われる食材であり、祝事や仏事などでも供され地域を代表するおもてなし料理である。
スーパーなどでも販売されており、通常のこも豆腐の他、味付け済のものも販売されている。

## 和歌山県
和歌山県のしめ豆腐は、ニンジンやゴボウを豆腐に挟むことで、彩りを添えた郷土料理である。

## 鳥取県
こも豆腐（こもどうふ）は鳥取県倉吉市周辺の郷土料理。
鳥取県では魚があまり獲れず、豆腐はタンパク源としても貴重であった。各村落には共同の豆腐小屋もあり、豆腐は大量に作られていた。
かつては、祭や結婚式といった人が集まる時やハレの日には必ずつくられた料理であったが、昭和30年代にスーパーマーケットが登場し、いろいろな食材の入手、消費が容易になったことによって、こも豆腐は次第に作られなくなった。
輪切りにしてわさび醤油などをつけて食べることもあるが、砂糖や醤油などを入れた調味料で煮る。具にはニンジンとゴボウが定番であるが、旬の野菜などを入れることもある。豆腐に藁の香りが移っており、その風味も特徴的である。

## 大分県
大分県のしめ豆腐は、あまりスが入らないように弱火で長時間煮込む。

## 豆腐百珍
江戸時代の『豆腐百珍』にも「苞豆腐」（つととうふ）として「佳品」に挙げられている。こちらは水切りした木綿豆腐を崩し、甘酒と少量の塩を加えて摺り混ぜ、すだれで棒状に巻いて蒸したものである。

## 参考書籍
- 日本調理科学会『肉・豆腐・麩のおかず』農山漁村文化協会〈伝え継ぐ日本の家庭料理〉、2019年。ISBN 978-4540191886。